# Eldora Speedway
Der Eldora Speedway, ebenfalls bekannt als The Big E und Auto Racing’s Showcase since 1954, ist eine Motorsport-Rennstrecke in Rossburg, Ohio. Das Halbmeilen-Dirttrack-Oval ist eine der ältesten Lehmovale in den Vereinigten Staaten.

## Streckenbeschreibung
Der Eldora Speedway ist ein 0,5 Meilen (0,8 Kilometer) langes Lehm-Oval, das im Jahre 1954 eröffnet wurde. Die Strecke bietet permanent 22.000 Personen Platz, zudem können zusätzliche Plätze angebaut oder die Hügel an der Strecke genutzt werden.

## Geschichte

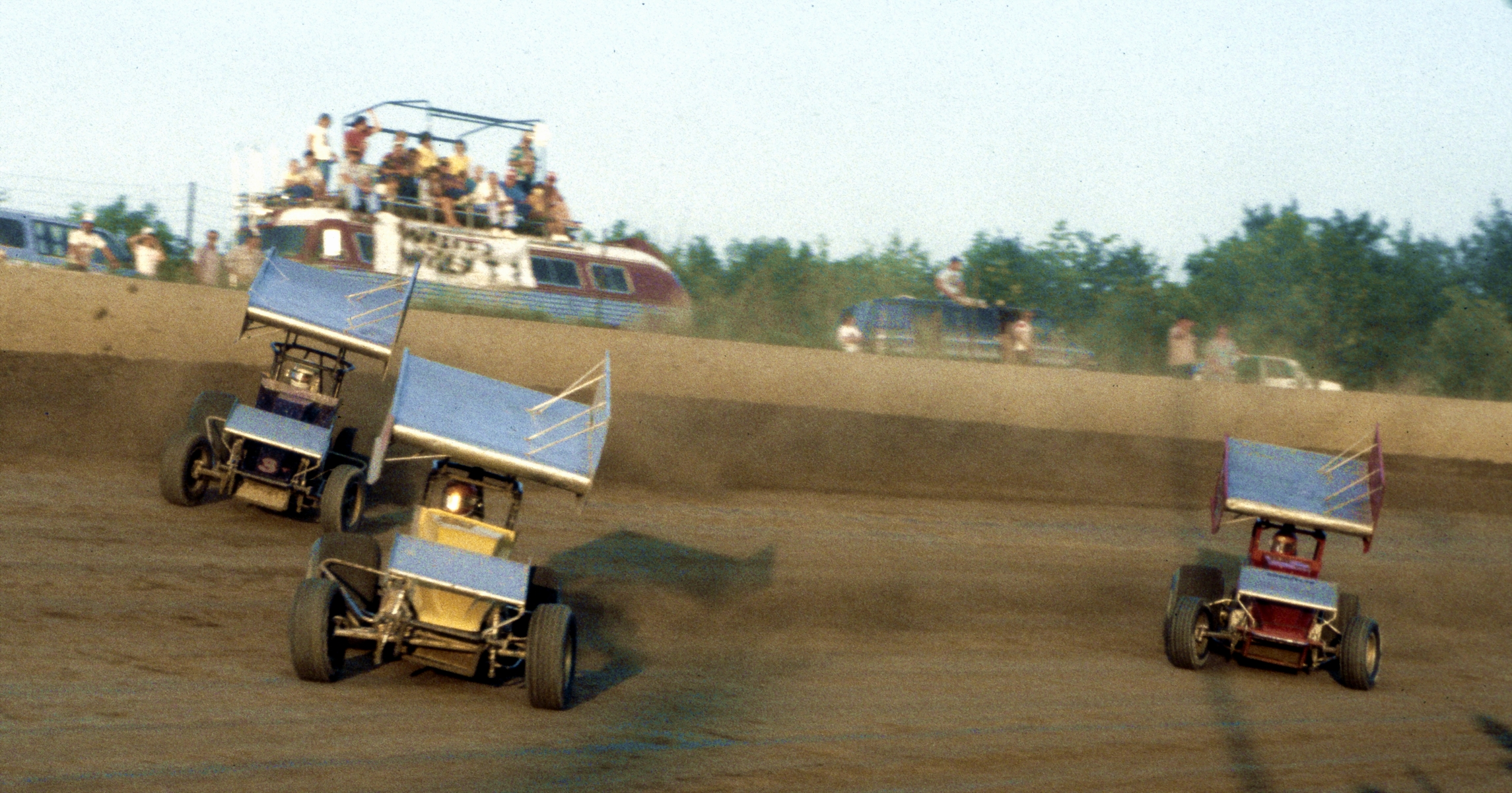
Sprint-Car Rennen auf dem Eldora Speedway 1986

Der Speedway wurde 1954 von Earl Baltes, einem motorsportbegeisterten lokalen Tanzhallenbetreiber errichtet. Ursprünglich ein Viertelmeilen-Dirt-Track-Oval wurde die Strecke schon 1956 zum 3/8-Meilen Oval umgebaut, nur um zwei Jahre später auf die heutige Länge von einer halben Meile erweitert zu werden.
Baltes gelang es, die Strecke als regelmäßigen Veranstaltungsort der wichtigsten auf Dirt-Tracks antretenden Stock-Car-, Sprint-Car- und Late-Model-Serien zu etablieren. 1971 führte er ein zu damaliger Zeit sehr hohes Preisgeld von 4000 Dollar für das erste „World 100“ Dirt-Late-Model-Rennen, welches die Veranstaltung – bei der das Preisgeld jährlich erhöht wurde – und damit auch den Eldora Speedway zu einem Anziehungspunkt auch für namhafte Stockcar-Fahrer machte. 2017 betrug die Preisgeldsumme 425.800 Dollar.
2001 wurde erstmals ein Preisgeld von einer Million Dollar ausgezahlt. Das Eldora Million gewann Donnie Moran. 2022 erfolgte eine Neuauflage mit einem leicht erhöhten Preisgeld von 1.002.022 Dollar.
2004 verkaufte Baltes die Strecke an den NASCAR-Fahrer Tony Stewart. Seitdem wurden in Kurve Zwei neue Anzeige- und Werbetafeln hinzugefügt. Hinzu kommen ein erneuerter Schutzzaun und ein neues Lichtsystem für Gelbphasen.
2024 gab Tony Steward bekannt die Strecke gegen Ende der Saision aufgrund wachsender finanzieller Schwierigkeiten beim Betrieb zu schließen.

## Veranstaltungen
Das traditionsreichste Rennen ist das „World 100“, das am 3. Oktober 1971 erstmals ausgetragen wurde und das seitdem 52 mal ausgerichtet wurde (Stand 2022). An der für Dirt Late Models ausgeschriebenen Veranstaltung über 100 Runden versuchen nicht selten rund 200 Fahrer teilzunehmen.
Weitere traditionsreiche Veranstaltungen sind das seit 1984 ausgetragene „The King’s Royal“ (39 Veranstaltungen), „The Dirt Late Model Dream“ (1994 / 29 Veranstaltungen) das für verschiedene Fahrzeugklassen ausgetragene „Four-Crown Nationals“ (1981 / 39 Veranstaltungen) und das von 2005 bis 2012 8 mal abgehaltene Prelude to the Dream, in dem Geld an Kyle Pettys Victory Junction Gang Camp, eine Einrichtung für unheilbar kranke Kinder, ging.

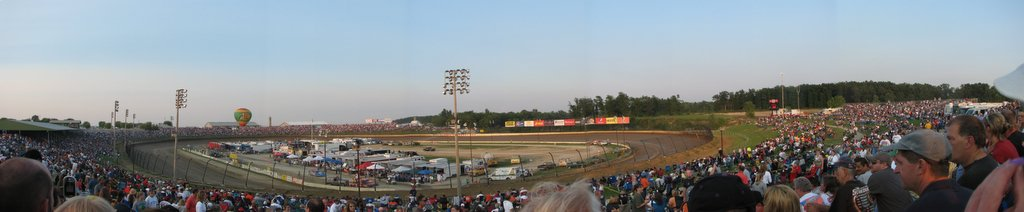
Panorama des Eldora Speedway während des Prelude to the Dream 2006.